# Masters de Roma 2001
El Internazionali BNL d'Italia 2001 fue la edición del 2001 del torneo de tenis Masters de Roma. El torneo masculino fue un evento de los Masters Series 2001 y se celebró desde el 7 de mayo hasta el 13 de mayo.  El torneo femenino fue un evento de la Tier I 2001 y se celebró desde el 14 de mayo hasta el 20 de mayo.

## Campeones

### Individuales Masculino
Juan Carlos Ferrero vence a  Gustavo Kuerten, 3–6, 6–1, 2–6, 6–4, 6–2

### Individuales Femenino
Jelena Dokić vence a  Amélie Mauresmo, 7–6(7–3), 6–1

### Dobles Masculino
Wayne Ferreira /  Yevgeny Kafelnikov vencen a  Daniel Nestor /  Sandon Stolle, 6–4, 7–6(8–6)

### Dobles Femenino
Cara Black /  Elena Likhovtseva vencen a  Paola Suárez /  Patricia Tarabini, 6–1, 6–1